# Brahim Lahlafi
Brahim Lahlafi, né le 15 avril 1968 à Fès au Maroc, est un athlète marocain naturalisé français en 2002. Spécialiste des courses de fond, il s'est notamment illustré en remportant la médaille de bronze du 5 000 mètres lors des Jeux olympiques de 2000 à Sydney.

## Carrière
En 1994, Brahim Lahlafi est sélectionné dans l'équipe d'Afrique pour disputer à Londres le 5 000 mètres de la Coupe du monde des nations d'athlétisme. Il remporte la course en 13 min 27 s 96. En 1995, le Marocain termine cinquième des Championnats du monde de Göteborg, et termine à la huitième place de ses premiers Jeux olympiques, à Atlanta dès l'année suivante. 
Il échoue au pied du podium des Championnats du monde 1999, terminant à 29 centièmes de seconde du Belge Mohammed Mourhit, médaillé de bronze, course remportée par ailleurs par son compatriote Salah Hissou.
Il obtient le plus grand succès de sa carrière durant la saison 2000 en montant sur la troisième marche du podium du 5 000 mètres des Jeux olympiques de Sydney, derrière l'Éthiopien Millon Wolde et l'Algérien Ali Saidi-Sief. Le 25 août 2000, Brahim Lahlafi réalise la meilleure performance de l'année sur 5 000 m en signant le temps de 12 min 49 s 28 lors du Mémorial Van Damme de Bruxelles.
Il acquiert la nationalité française le 6 avril 2002 et peut disputer des compétitions internationales sous ses nouvelles couleurs à compter du 3 avril 2005.
Il reprend la nationalité marocaine le 15 mars 2007.

## Palmarès
| Date | Compétition                | Lieu     | Place | Épreuve | Performance    |
| ---- | -------------------------- | -------- | ----- | ------- | -------------- |
| 1994 | Coupe du monde des nations | Londres  | 1er   | 5 000 m | 13 min 27 s 96 |
| 1995 | Championnats du monde      | Göteborg | 5e    | 5 000 m | 13 min 18 s 89 |
| 1996 | Jeux olympiques            | Atlanta  | 8e    | 5 000 m | 13 min 13 s 26 |
| 1998 | Championnats d'Afrique     | Dakar    | 2e    | 3 000 m | 8 min 5 s 00   |
| 1999 | Championnats du monde      | Séville  | 4e    | 5 000 m | 12 min 59 s 09 |
| 2000 | Jeux olympiques            | Sydney   | 3e    | 5 000 m | 13 min 36 s 47 |

## Records
- 1 500 m - 3 min 43 s 2 (1996)
- 3 000 m - 7 min 28 s 94 (1999)
- 5 000 m - 12 min 49 s 28 (2000)
- 10 000 m - 27 min 43 s 05 (1995)
- Semi-marathon - 1 h 01 min 00 s (2007)
- Marathon - 2 h 15 min 09 s (2007)